# Bonuslevel
Een bonuslevel of bonusronde is binnen een computerspel een speciaal level waarin de speler wordt beloond met prijzen, zoals extra punten, munten, voorwerpen, levens of power-ups.
Om in een bonuslevel te geraken moet de speler eerst voldoen aan een bepaalde voorwaarde binnen het spel. Een bonuslevel verschilt van een minispel doordat het doorgaans geen vijanden of gevaren heeft, en is vaak korter dan een normaal level. Ook hoeft een bonuslevel meestal niet uitgespeeld te worden om door te gaan, maar in bepaalde spellen moet wel naar een eindlocatie worden genavigeerd. Een bonusronde duurt niet oneindig, vaak is er een tijdslimiet aan verbonden.
In bepaalde spellen verschilt de spelmechanica geheel van het hoofdspel, zoals de gokautomaat in Super Mario Bros. 2 of de snoepautomaat-trampoline in Sonic the Hedgehog 3.

## Bekende bonusrondes
Enkele bekende bonusrondes in computerspellen zijn:
- Autolevel (Street Fighter II)
- Andy Asteroids (Earthworm Jim)
- Animal Buddies (Donkey Kong Country)
- Test Your Might (Mortal Kombat)
- Tawna, N. Brio, en Cortex Token levels (Crash Bandicoot)
- Faux Falkor (Space Harrier)
- Snoepautomaat-trampoline (Sonic the Hedgehog 3)
- Toad's Roulette (Super Mario Bros. 3)
- Secret Cow Level (Diablo II)
- Banana bonanza (Super Monkey Ball)